# República Popular de Kampuchea
La República Popular de Kampuchea (en jemer: សាធារណរដ្ឋប្រជាមានិតុកម្ពុជា; Sathearanakrath Pracheameanit Kampuchea) fue el nombre del estado que se fundó en Camboya después de la precipitada caída del régimen de la Kampuchea Democrática, liderado por Pol Pot, en 1979. Más tarde se le denominó al estado camboyano Estado de Camboya (en jemer: រដ្ឋកម្ពុជា; Rath Kâmpŭchéa).
Este estado sufrió un reconocimiento diplomático muy limitado, y fracasó en el intento de que Camboya recuperase la representación en la sede de la ONU. Así, la República Popular de Kampuchea fue el Gobierno de Camboya de facto, que no de iure, entre 1979 y 1992.

## Antecedentes históricos
La República Popular de Kampuchea se estableció en enero de 1979 como resultado de un proceso que comenzó con la beligerancia de los Jemeres Rojos.

### Los Jemeres Rojos dirigen hostilidades contra Vietnam
Inicialmente, Vietnam del Norte era un fuerte aliado de los Jemeres rojos, ayudándolos a combatir contra las fuerzas armadas de la República Jemer dirigidas por Lon Nol durante la guerra civil camboyana. 
Sólo después de que los Jemeres Rojos tomaran el poder en Camboya las cosas empezaron a empeorar. El 1 de mayo de 1975, los Jemeres Rojos asaltaron las islas de Phu Quoc y Tho Chau, matando a más de quinientos civiles vietnamitas; tras el ataque, las islas fueron rápidamente capturadas por Hanói. Inclusive en ese entonces, las primeras reacciones de los vietnamitas fueron ambiguas, y Vietnam tardó mucho en reaccionar con fuerza, ya que su primer impulso fue arreglar las cosas "dentro de la esfera familiar".
Las masacres de vietnamitas y de simpatizantes pro-vietnamitas, así como la destrucción de iglesias católicas vietnamitas, por los Jemeres Rojos tuvieron lugar esporádicamente en Camboya bajo el régimen de Kampuchea Democrática, especialmente en la zona oriental después de mayo de 1978.
A principios de 1978, los vietnamitas decidieron apoyar la resistencia interna a Pol Pot y la zona este de Camboya se convirtió en un foco de insurrección. Mientras tanto, a medida que avanzaba el año, la belicosidad del los Jemeres Rojos en las zonas fronterizas superó el umbral de tolerancia de Hanói. La histeria de una guerra contra Vietnam alcanzó niveles altos dentro de la Kampuchea Democrática cuando Pol Pot trató de distraer la atención internacional de las sangrientas purgas internas. 
En mayo de 1978, en vísperas del levantamiento de So Phim en la zona oriental, Radio Phnom Penh declaró que si cada soldado camboyano mataba a treinta vietnamitas, sólo se necesitarían dos millones de soldados para eliminar a toda la población vietnamita, que era de 50 millones. Al parecer, los dirigentes de Phnom Penh tenían inmensas ambiciones territoriales, es decir, recuperar Kampuchea Krom, una región del delta del Mekong que consideraban territorio jemer.
En noviembre, el líder provietnamita de los Jemeres Rojos, Vorn Vet, encabezó un fallido golpe de Estado y posteriormente fue detenido, torturado y ejecutado.
Los incidentes se intensificaron a lo largo de todas las fronteras de Camboya. Había decenas de miles de exiliados camboyanos y vietnamitas en territorio vietnamita, y aun así la respuesta de Hanói fue tibia.

### Frente Unido de Salvación Nacional de Kampuchea
El Frente de Salvación Unión Nacional de Kampuchea (KUFNS o FUNSK), fue una organización fundamental para derrocar al Jemeres Rojos y establecer la RPK. El Frente de Salvación era un grupo heterogéneo de exiliados comunistas y no comunistas decididos a luchar contra Pol Pot y reconstruir Camboya. Su fundación fue anunciado por Radio Hanoi el 3 de diciembre de 1978. Dirigido por Heng Samrin y Pen Sovann, ambos desertores de los Jemeres Rojos. De los catorce miembros del Comité Central del Frente de Salvación, los dos principales líderes: el presidente Heng Samrin y el vicepresidente Joran Pollie habían sido exfuncionarios del Partido Comunista de Kampuchea; otros eran miembros del Khmer Issarak así como miembros camboyanos del Viet Minh que habían vivido exiliados en Vietnam. Ros Samay, secretario general de la organización, fue un ex-asistente personal del partido en una unidad militar.
El gobierno de Kampuchea Democrática no tardó en denunciar la organización como "una organización política vietnamita con nombre jemer", ya que varios de sus miembros clave habían estado afiliados al Partido Comunista de Kampuchea. A pesar de depender de la protección vietnamita y del respaldo de la Unión Soviética entre bastidores, la organización tuvo un éxito inmediato entre los camboyanos exiliados. Esta organización proporcionó un punto de encuentro muy necesario para los izquierdistas camboyanos opuestos al régimen de los Jemeres Rojos, canalizando los esfuerzos hacia acciones positivas en lugar de denuncias vacías del régimen genocida. El KUFNS proporcionó también un marco de legitimidad para la subsiguiente invasión de Kampuchea Democrática por Vietnam y el posterior establecimiento de un régimen afín a Hanói en Phnom Penh.

### Invasión vietnamita
Artículo principal: Guerra camboyano-vietnamita
Los responsables políticos vietnamitas optaron finalmente por una solución militar y, el 22 de diciembre de 1978, Vietnam lanzó su ofensiva con la intención de derrocar el gobierno de la Kampuchea Democrática. Una fuerza de invasión de entre 120.000 y 150.000 hombres, compuesta por unidades combinadas de blindados e infantería con un fuerte apoyo de artillería, se dirigió hacia el oeste, hacia el campo llano de las provincias del sureste de Kampuchea. Después de una guerra relámpago de diecisiete días, Phnom Penh cayó ante el avance de los vietnamitas el 7 de enero de 1979. Las Fuerzas Armadas de Kampuchea Democrática y los cuadros de los Jemeres Rojos, mientras se retiraban, quemaron los graneros de arroz, lo que, junto con otras causas, provocó una grave hambruna en toda Camboya a partir de la última mitad de 1979 y que duró hasta mediados de 1980.
El 1 de enero de 1979, el comité central del Frente de Salvación proclamó una serie de "políticas inmediatas" que se aplicarían en las zonas liberadas de los Jemeres Rojos. En primer lugar se abolieron las cocinas comunales y se llevarían algunos monjes budistas a cada comunidad para tranquilizar a la población. Otra de estas políticas era establecer "comités de autogestión popular" en todas las localidades.
Estos comités formarían una estructura administrativa básica del Consejo Revolucionario del Pueblo de Kampuchea, establecida el 8 de enero de 1979, como organismo administrativo central. El consejo sirvió como órgano rector del régimen de Heng Samrin hasta el 27 de junio de 1981, cuando una nueva Constitución requirió que fuera reemplazado por un Consejo de Ministros recién elegidos. Pen Sovann se convirtió en el nuevo primer ministro. Fue asistido por tres vice primeros ministros: Hun Sen, Chan Sy y Chea Soth.

## República Popular de Kampuchea (1979-1989)
El 8 de enero de 1979, después de que el ejército de Kampuchea Democrática fuera derrotada y Phnom Penh fuese capturada por las tropas vietnamitas el día anterior, el Consejo Revolucionario proclamó que el nuevo nombre oficial de Camboya era República Popular de Kampuchea. La nueva administración era un gobierno prosoviético apoyado por una importante fuerza militar vietnamita y un esfuerzo de asesoramiento civil.
A pesar de la invasión y el control patrocinados por Vietnam, y de la pérdida de independencia que conllevó, el nuevo orden fue bien acogido por casi toda la población camboyana debido a la brutalidad de los Jemeres Rojos. Sin embargo, se produjeron algunos saqueos en la casi vacía capital de Phnom Penh por parte de las fuerzas vietnamitas, que transportaron los bienes en camiones de vuelta a Vietnam. Este desafortunado comportamiento contribuiría con el tiempo a crear una imagen negativa de los invasores.
A medida que avanzaran los acontecimientos de la década de 1980, las principales preocupaciones del nuevo régimen serían la supervivencia, la restauración de la economía y la lucha contra la insurgencia de los Jemeres Rojos por medios militares y políticos.
La República Popular de Kampuchea era un estado comunista. Continuó la revolución socialista iniciada por la Kampuchea Democrática, pero abandonando las políticas radicales de los Jemeres Rojos y encauzando esfuerzos en la construcción del socialismo a través de canales más pragmáticos en línea con las políticas marcadas por la Unión Soviética y el Comecon. Muy pronto sería uno de los seis países considerados completamente socialistas, por la URSS.
Con respecto a las minorías étnicas, la República Popular de Kampuchea se comprometió a respetar la diversidad nacional de Camboya, lo que trajo un alivio bienvenido a las etnias tailandesas, vietnamitas, al pueblo cham y a los montañeses del noreste. La minoría étnica china, sin embargo, continuó siendo oprimida y fue considerada como un "brazo de los hegemonistas", a pesar de que muchos de sus miembros, sobre todo entre la comunidad comerciante, había sufrido un gran sufrimiento bajo el Jemeres Rojos. Hablar mandarín y teochew fue severamente restringido, de la misma manera que bajo el régimen genocida de Pol Pot.

### Restauración de la vida cultural y religiosa

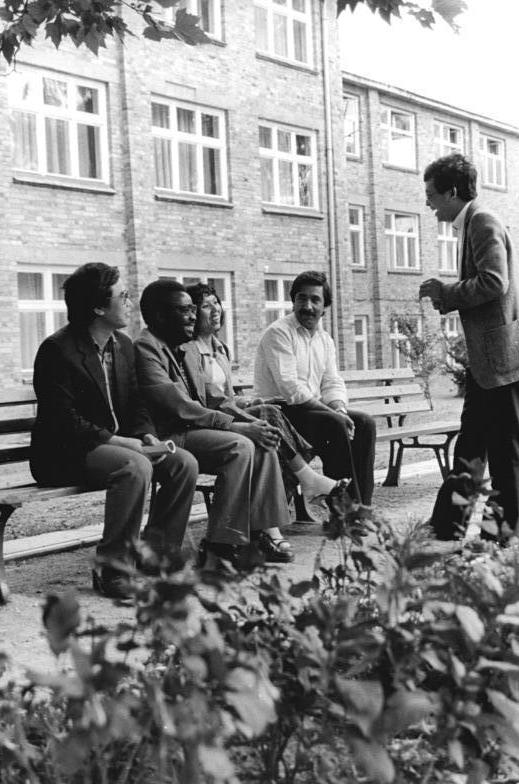
Estudiantes de la República Popular de Kampuchea, Meak Chanthan y Dima Yim (tercero desde la izquierda y de pie) en Fráncfort del Óder, Alemania Oriental en 1986.

Uno de los principales actos oficiales del PRK fue la restauración parcial del budismo como religión estatal de Camboya y los templos fueron reabiertos gradualmente para acomodar a los monjes y reanudar una cierta medida de la vida religiosa tradicional. En septiembre de 1979, siete viejos monjes fueron reordenados oficialmente en Wat Unnalom en Phnom Penh estos monjes restablecieron gradualmente la sangha camboyana entre 1979 y 1981. Comenzaron a reconstruir la comunidad de monjes en Phnom Penh y luego en las provincias, reordenando a prestigiosos monjes que habían sido con anterioridad monjes mayores. Sin embargo, no se les permitió ordenar a jóvenes novicios. Se iniciaron obras de reparación en unos 700 templos budistas y monasterios, de los aproximadamente 3.600 que habían sido destruidos o gravemente dañados por los jemeres rojos. A mediados de 1980 comenzaron a celebrarse festivales budistas tradicionales.
La Kampuchea Democrática había exterminado a muchos intelectuales camboyanos, lo que era un obstáculo difícil para la reconstrucción de Camboya, cuando más se necesitaban líderes y expertos locales. Entre los camboyanos urbanos educados que sobrevivieron y que podrían haber ayudado a levantarse al país en apuros, muchos optaron por huir del estado socialista y acudieron en masa a los campos de refugiados para emigrar a occidente.
La administración de la RPK no estaba técnicamente equipada y la burocracia estatal que había sido destruida por el Jemeres Rojos se reconstruyó lentamente. La RPK logró reabrir la Escuela de formación de cuadros administrativos y judiciales, donde en 1982 y 1986 se llevaron a cabo programas de formación.  Para reconstruir la intelectualidad de la nación, varios camboyanos fueron enviados a los países del Bloque del Este para estudiar durante el período de reconstrucción de la RPK.  A pesar de sus esfuerzos en el campo educativo, / SOC lucharía con la falta general de educación y habilidades de los cuadros, burócratas y técnicos del partido camboyano a lo largo de su existencia.
La vida cultural de Camboya también comenzó a reconstruirse lentamente bajo el PRK. Se reabrieron las salas de cine en Phnom Penh, proyectando las primeras películas de Vietnam, la Unión Soviética, los países socialistas de Europa del Este y películas de Bollywood de la India. Ciertas películas que no encajaban con los diseños prosoviéticos de la RPK, como el cine de acción de Hong Kong, fueron prohibidas en Camboya en ese momento.
La industria cinematográfica nacional había sufrido un duro golpe, ya que un gran número de cineastas y actores camboyanos de los años sesenta y setenta habían sido asesinados por los jemeres rojos o habían huido del país. Las copias impresas de muchas películas habían sido destruidas, robadas o desaparecidas y las películas que sobrevivieron estaban en mal estado.  La industria cinematográfica de Camboya comenzó un lento regreso comenzando con Kon Aeuy Madai Ahp ( Jemer : កូន អើយ ម្តាយ អា ប ), también conocida como Krasue mother, una película de terror basada en el folclore Jemer sobre Krasue, un popular fantasma local, la primera película realizada en Camboya después de la era de los Jemeres Rojos. Sin embargo, la restauración de la vida cultural durante la RPK fue solo parcial; había restricciones de mentalidad socialista que obstaculizaban la creatividad y que solo se levantarían hacia fines de la década de 1980 bajo el SOC.

### Propaganda
La RPK se basó en gran medida en la propaganda para motivar a los camboyanos a la reconstrucción, promover la unidad y establecer su dominio. Se exhibieron grandes vallas publicitarias con consignas patrióticas y los miembros del partido enseñaron los once puntos del Frente Unido Nacional de Salvación Nacional de Kampuchea (FUNSK) a los adultos reunidos.
Los supervivientes del gobierno de la Kampuchea Democrática vivían con miedo e incertidumbre, por miedo a que regresaran los temidos Jemeres Rojos. La mayoría de los camboyanos se vieron afectados psicológicamente y declararon enfáticamente que no podrían sobrevivir a otro régimen de la KD. El gobierno de la RPK alentó enérgicamente tales sentimientos, ya que gran parte de su legitimidad radicaba en haber liberado a Camboya del yugo de Pol Pot. Como consecuencia, se montaron y utilizaron horripilantes exhibiciones de cráneos y huesos, así como fotografías y pinturas de las atrocidades de los Jemeres Rojos, como herramienta de propaganda a favor del gobierno. El museo más importante sobre la era del Jemeres Rojos estaba ubicado en la prisión de Tuol Sleng, y fue convertido en un museo.
El Día del Recuerdo, también conocido como "Día del Odio" contra los Jemeres Rojos, se instituyó como parte de la propaganda de la RPK. Entre los lemas coreados en el Día del Recuerdo, uno de los más repetidos fue: "Debemos evitar absolutamente el regreso de la antigua oscuridad negra", en jemer.

### Reconstrucción obstaculizada
Al menos 600.000 camboyanos fueron desplazados durante la era de Pol Pot cuando las ciudades fueron vaciadas. Después de que la invasión vietnamita, la mayoría de los camboyanos que habían sido reasentados por la fuerza al campo regresaron a las ciudades o a sus hogares rurales originales. Dado que las familias habían sido desorganizadas y separadas, muchos camboyanos liberados de sus comunas deambulaban por el país en busca de familiares y amigos.
Después de la invasión hubo severas condiciones de hambruna en el país, con algunas estimaron que llegaban a los 500.000.
La agricultura tradicional se vio muy gravemente interferida por lo que llevó tiempo establecerla de nuevo. Mientras tanto, el sistema de comunas de los Jemeres Rojos se había derrumbado por completo, tras lo cual no había trabajo ni suficiente comida para comer. Se necesitaron seis meses para comenzar la repoblación gradual de Phnom Penh, ya que se restablecieron los sistemas de electricidad, agua y alcantarillado y se emprendieron la reparación de las calles y la eliminación de basura.
La destrucción de las instituciones sociales camboyanas durante el período del "Año Cero" (1975-1979) había sido total. Había dejado a la RPK con poco para empezar, porque no había policía, ni escuelas, ni libros, ni hospitales, ni correos y telecomunicaciones, ni sistema legal ni redes de transmisión, ni para la televisión ni para la radio, ya fueran de propiedad estatal o privada.
Para agravar la situación de Camboya, las naciones occidentales, China y los estados de la ASEAN se negaron a brindar asistencia para la reconstrucción directamente al nuevo  régimen. Debido a la oposición de Estados Unidos y China al reconocimiento internacional de la RPK, las autoridades de la ONU no permitieron que las Administración de las Naciones Unidad para la Ayuda y Rehabilitación operaran dentro del país. La poca ayuda para el desarrollo que estaba disponible provenía únicamente de las naciones del Bloque del Este; sólo la República Socialista de Rumanía rechazaría la ayuda a la República Popular de Kampuchea. La mayor parte de la ayuda internacional y la ayuda de las naciones occidentales se desviaría a los campos de refugiados a lo largo de la frontera tailandesa.

### Situación de los refugiados

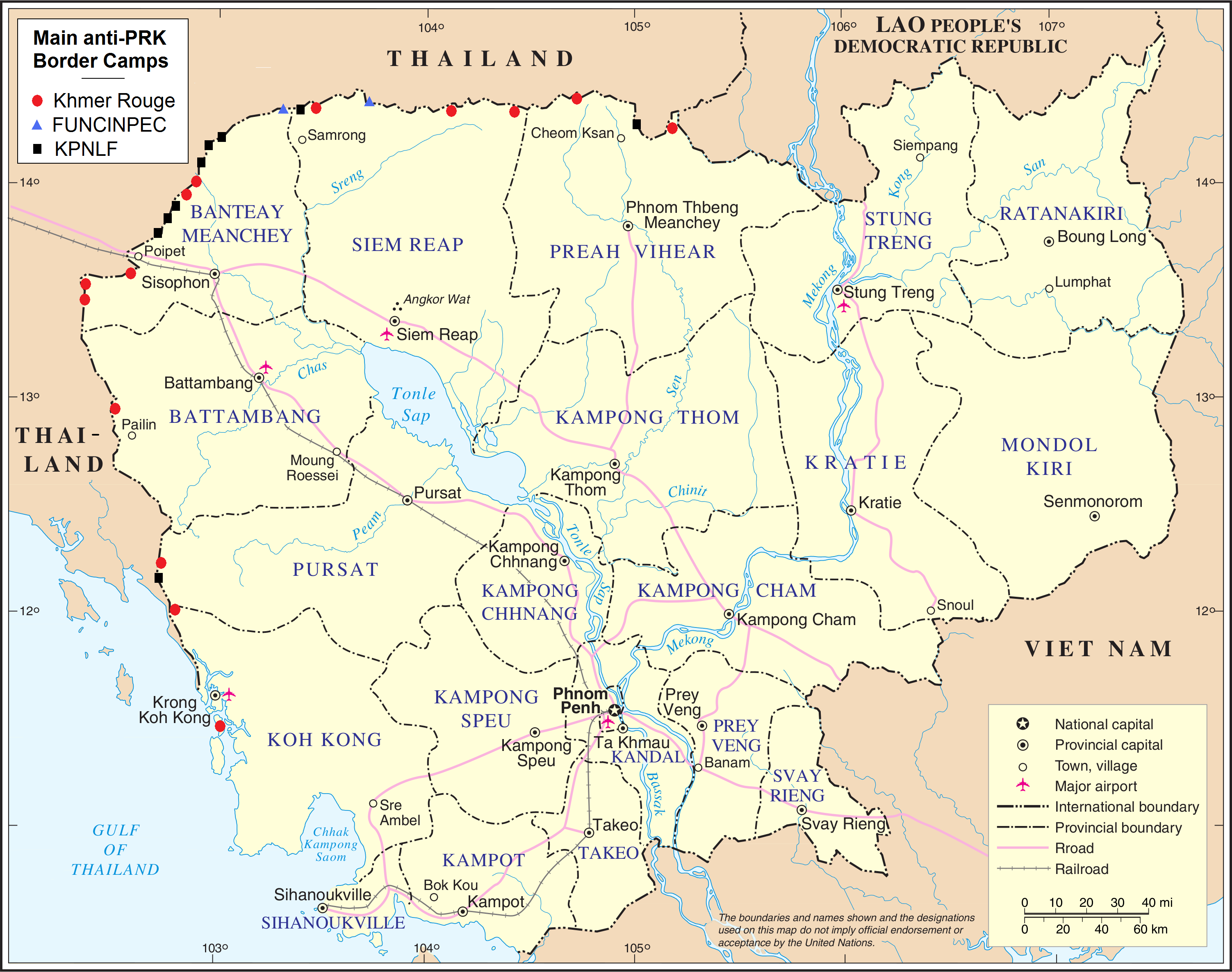
Fronteras de campos hostiles a la República Popular de Kampuchea; 1979–1984

Frente a un país destruido y la falta de ayuda internacional, un gran número de camboyanos angustiados acudieron en masa a la frontera tailandesa en los años siguientes. Allí estuvo disponible la ayuda internacional brindada por diferentes organizaciones internacionales de ayuda, muchas de ellas respaldadas por Estados Unidos. En un momento, más de 500.000 camboyanos vivían a lo largo de la frontera entre Tailandia y Camboya y más de 100.000 en centros de detención dentro de Tailandia. Se proporcionaron más de $ 400 millones entre 1979 y 1982, de los cuales Estados Unidos, como parte de su Guerra Fría estrategia política contra el Vietnam comunista, contribuyó con casi $ 100 millones. En 1982, el gobierno de los Estados Unidos había iniciado un programa de ayuda encubierta a la resistencia no comunista camboyano por un monto de 5 millones de dólares al año, aparentemente solo para ayudas no violentas . Esta cantidad se incrementó a $ 8 millones en 1984 y $ 12 millones en 1987 y 1988. A fines de 1988, Estados Unidos redujo los fondos de la Agencia Central de Inteligencia a $ 8 millones, tras informes de que el ejército tailandés había desviado $ 3,5 millones. Al mismo tiempo, la Administración Reagan otorgó una nueva flexibilidad a los fondos, permitiendo que la resistencia anticomunista comprara armas fabricadas en Estados Unidos en Singapur. Y otros mercados regionales. En 1985, Estados Unidos estableció un programa de ayuda abierto y separado a la resistencia no comunista que llegó a conocerse como el Fondo Solarz en honor a uno de sus principales patrocinadores, el representante Stephen Solarz . El programa de ayuda abierta canalizó alrededor de 5 millones de dólares por año a la resistencia no comunista a través de la USAID.
Mientras tanto, una parte considerable de las fuerzas de los Jemeres Rojos de Pol Pot se reagruparon y recibieron un suministro continuo y abundante del equipo militar de China, canalizado a través de la frontera Tailandesa con la cooperación de las Fuerzas Armadas Reales de Tailandia. Los Jemeres Rojos junto con otras fuerzas armadas lanzaron una implacable campaña militar contra el recién establecido estado de la República Popular de Kampuchea desde los campos de refugiados y desde puestos militares ocultos a lo largo de la frontera tailandesa. Aunque los Jemeres eran dominantes, la resistencia no comunista incluía una serie de grupos que habían estado luchando contra los Jemeres Rojos después de 1975. 
Entre 1979 y 1980, antiguos soldados afines al régimen de Lon Nol se unieron para formar las Fuerzas Armadas de Liberación Nacional del Pueblo Jemer, prometiendo lealtad al ex primer ministro Son Sann y a la organización Moulinaka, organización leal al príncipe Norodom Sihanouk. En 1979, Son Sann formó el Frente de Liberación Nacional del Pueblo Jemer, para liderar su lucha política por la independencia del país. El príncipe Sihanouk formó su propia organización, el FUNCINPEC, y su brazo militar, la Armée Nationale Sihanoukienne (ANS) en 1981. 
A raíz de discordias internas y mutuas, los grupos no comunistas que se oponían a la República Popular de Kampuchea nunca fueron muy efectivos, de modo que durante todo la guerra civil, la única fuerza de lucha seriamente organizada contra el estado era la antigua milicia de los Jemeres Rojos, etiquetados irónicamente como la "Resistencia". Esta facción armada causaría muchos estragos en Camboya incluso después de la restauración de la monarquía, hasta la década de 1990.
Esta prolongada guerra civil desangraría las energías de Camboya durante toda la década de 1980. El ejército de ocupación vietnamita, formado por 200.000 soldados, controló los principales núcleos de población y la mayor parte del campo desde 1979 hasta septiembre de 1989, pero los 30.000 soldados del KPRAF del régimen de Heng Samrin estaban aquejados de una baja moral y una deserción generalizada debido a los bajos salarios y la pobreza. Los hombres eran directamente necesarios en sus granjas familiares, ya que estaban siendo reconstruidas y había mucho trabajo por hacer.

### Guerra civil

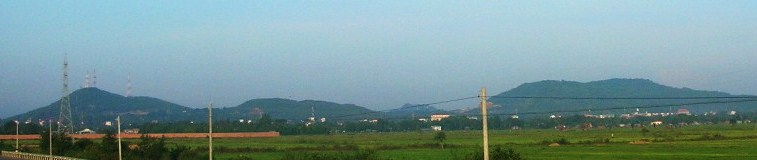
Montañas a lo largo de la frontera camboyano-tailandesa al norte de la carretera entre Sisophon y Aranyaprathet. Fue una de las áreas donde se escondieron los insurgentes del Jemeres Rojos en el momento del Plan K5.

Los refugiados camboyanos desorientados en los campos de refugiados en Aranyaprathet , Tailandia, fueron enviados a la fuerza de regreso a Camboya a través de la frontera, y muchos de ellos terminaron en áreas bajo control de los Jemeres Rojos.
El debilitamiento de la República Popular de Kampuchea fue apoyado por el gobierno de los Estados Unidos, teniendo una opinión sombría al actual régimen pro-vietnamita de Camboya, así como países como Malasia, Tailandia y Singapur, cuyo representante exhortó a los desanimados refugiados a "regresar y luchar".
La guerra civil siguió un ritmo de estación húmeda / estación seca después de 1980. Las fuerzas vietnamitas fuertemente armadas llevaron a cabo operaciones ofensivas durante las estaciones secas, y la insurgencia respaldada por China mantuvo la iniciativa durante las estaciones lluviosas. En 1982, Vietnam lanzó una gran ofensiva contra la base principal de los jemeres rojos en Phnom Malai, en las montañas de Cardamom, pero esta operación tuvo poco éxito.
En la ofensiva de la estación seca de 1984-1985 , los vietnamitas atacaron nuevamente los campamentos base de los tres grupos anti-RPK. Esta vez, los vietnamitas lograron eliminar los campamentos de los jemeres rojos en Camboya y llevaron a los insurgentes a la vecina Tailandia. Antes de retirarse, los jemeres rojos colocaron numerosas minas terrestres y cortaron árboles gigantes para bloquear carreteras en la espesa jungla a lo largo de la frontera entre Tailandia y Camboya, lo que provocó una fuerte deforestación. Los vietnamitas se concentraron en consolidar sus logros a través del Plan K5, un intento extravagante y laborioso de sellar las rutas de infiltración de la guerrilla en el país mediante trincheras, alambrados y campos de minas a lo largo de toda la frontera entre Tailandia y Camboya. El proyecto de defensa fronteriza K5, diseñado por el general vietnamita Lê Đức Anh, comandante de las fuerzas vietnamitas en Camboya, irritó a los agricultores camboyanos y terminó siendo psicológicamente contraproducente para la RPK. Se destruyeron grandes extensiones de bosques tropicales que antes eran inaccesibles, lo que dejó un legado ecológico negativo.
A pesar de la ayuda del ejército vietnamita, así como de los asesores soviéticos, cubanos y vietnamitas, Heng Samrin solo tuvo un éxito limitado en el establecimiento del régimen de la RPK durante la guerra civil. La seguridad en algunas zonas rurales era precaria y las principales rutas de transporte estaban sujetas a interdicción por ataques esporádicos. La presencia de vietnamitas en todo el país y su intromisión en la vida camboyana añadió combustible al sentimiento anti-vietnamita.
En 1986, Hanói afirmó haber comenzado a retirar parte de sus fuerzas de ocupación. Al mismo tiempo, Vietnam continuó sus esfuerzos para fortalecer el estado cliente de la RPK y su brazo militar, las Fuerzas Armadas Revolucionarias del Pueblo de Kampuchea (FARPK). Estos retiros continuaron durante los siguientes dos años. La propuesta de Vietnam de retirar sus fuerzas de ocupación restantes entre los años 1989-1990 —fue una de las repercusiones del desmembramiento del bloque soviético, así como resultado de la presión estadounidense y china— obligó a la RPK a iniciar reformas económicas y constitucionales en un intento de asegurar el dominio político futuro. En abril de 1989, Hanói y Phnom Penh anunciaron que la retirada definitiva tendría lugar a finales de septiembre del mismo año.

## Estado de Camboya 1989-1993
Los días 29 y 30 de abril de 1989, la Asamblea Nacional de la RPK, presidida por Hun Sen, celebró una reunión para realizar algunos cambios constitucionales, al principio, en gran en parte cosméticos. El nombre de "República Popular de Kampuchea" se cambió oficialmente a Estado de Camboya (SOC), un nombre que se había utilizado anteriormente justo después del golpe de 1970, reintroduciendo el color azul en la bandera de Camboya y otros símbolos estatales, aunque el escudo de los brazos permanecieron casi iguales. También se cambiaron el himno nacional y los símbolos militares. Las fuerzas armadas de la FARPK pasaron a llamarse "Fuerzas Armadas del Pueblo de Camboya" (FAPC). La pena capital fue oficialmente abolida y el budismo, que había sido parcialmente restablecida por la RPK en 1979, fue reintroducida por completo como religión nacional, mediante la cual se levantó la restricción sobre la ordenación de hombres menores de 50 años y se reanudó el canto tradicional budista en los medios de comunicación. Tras la completa normalización de la vida religiosa tradicional, el budismo se volvió extremadamente popular en Camboya, experimentando un renacimiento generalizado.
Con la intención de liberalizar la economía de Camboya, también se aprobó un conjunto de leyes sobre "Propiedad personal" y "Orientación al mercado libre". La nueva Constitución declaró que Camboya era un estado neutral y no alineado . El partido gobernante también anunció que habría negociaciones con los grupos de la oposición. 
El Estado de Camboya vivió una época de dramáticas transiciones provocadas por el colapso del comunismo en la Unión Soviética y Europa del Este. Hubo una reducción de la ayuda soviética a Vietnam que culminó con la retirada de las fuerzas de ocupación vietnamitas. Se dijo que las últimas tropas vietnamitas habían salido de Camboya el 26 de septiembre de 1989, pero probablemente no lo hicieron hasta 1990.  Muchos civiles vietnamitas también regresaron a Vietnam en los meses siguientes, sin confianza en la capacidad del nuevo avatar de la RPK para controlar la situación después de que los militares vietnamitas se hubieran ido.
A pesar de los cambios bastante radicales anunciados por Hun Sen, El Estado de Camboya se mantuvo firme en lo que respecta al tema del gobierno de un solo partido. La estructura de liderazgo y el ejecutivo permanecieron igual que bajo la RPK, con el partido teniendo un firme control sobre el estado. En consecuencia, el Estado de Camboya no pudo restaurar la tradición monárquica de Camboya. Aunque el Estado de Camboya restableció la prominencia de los símbolos monárquicos, como el gran palacio en Phnom Penh, eso era todo lo que podía llegar por el momento, especialmente desde que Norodom Sihanouk se había asociado firmemente con el CGDK, la coalición de oposición contra la RPK que incluía a los Jemeres Rojos. Sin embargo, a mediados de 1991, sucumbiendo a una serie de presiones tanto dentro como fuera del país, el gobierno del estado de Camboya firmó un acuerdo que reconocía al príncipe Norodom Sihanouk como jefe de Estado. A finales de 1991, Sihanouk realizó una visita oficial al Estado de Camboya y tanto Hun Sen como Chea Sim asumieron un papel destacado en la ceremonia de bienvenida. 
Aun así, aparecieron fisuras en la estructura monolítica que el Estado de Camboya estaba tratando de preservar. El idealismo revolucionario fue reemplazado por el cinismo práctico, de modo que la corrupción aumentó. Los recursos estatales camboyanos se vendieron sin beneficiar al estado y los individuos civiles y militares de alto rango en puestos clave de autoridad se enriquecieron embolsándose todos los beneficios que pudieron obtener.  El resultado de este colapso moral fue que los estudiantes se rebelaron en las calles de Phnom Penh en diciembre de 1991. La policía abrió fuego y ocho personas murieron en los enfrentamientos. 
Las condiciones para los chinos étnicos mejoraron mucho después de 1989. Las restricciones impuestas por el antiguo PRK desaparecieron gradualmente. El Estado de Camboya permitió que los chinos étnicos observaran sus costumbres religiosas particulares y se reabrieron las escuelas de idioma chino. En 1991, dos años después de la fundación del Estado de Camboya, el año nuevo chino se celebró oficialmente en Camboya por primera vez desde 1975. 

### Acuerdo de paz
Las negociaciones de paz entre el régimen respaldado por Vietnam en Camboya y sus grupos armados de oposición habían comenzado formal e informalmente después de mediados de la década de 1980. Las negociaciones fueron extremadamente difíciles, porque el Jemeres Rojos insistió obstinadamente en el desmantelamiento de la administración del PRK / SOC antes de que se pudiera llegar a un acuerdo, mientras que el liderazgo de la RPK se propuso excluir al Jemeres Rojos de cualquier futuro gobierno provisional. Finalmente, serían los eventos históricos externos, en la forma de la Caída del Comunismo y el consiguiente colapso del apoyo soviético a Vietnam y al PRK, los que llevarían al PRK / SOC a la mesa de negociaciones.
Los esfuerzos fortuitos hacia la conciliación en Camboya culminaron en los Acuerdos de París de 1991, en los que se programaron elecciones libres y justas patrocinadas por las Naciones Unidas para 1993.  Como resultado, la Autoridad Provisional de las Naciones Unidas en Camboya (APRONUC) se estableció en a finales de febrero de 1992 para supervisar el alto el fuego y las consiguientes elecciones generales.

## El sistema de partido único
El "Partido Revolucionario Popular de Kampuchea" (PRPK) fue el único partido gobernante en Camboya desde la fundación de la república pro-Vietnam en 1979, así como durante los tiempos de transición bajo el Estado de Camboya en 1991, cuando pasó a llamarse el Partido Popular de Camboya (PPC) al comienzo del proceso de paz y reconciliación patrocinado por la ONU.
Muchos miembros del Partido Revolucionario del Pueblo de Kampuchea eran exmiembros de los Jemeres Rojos que habían huido a Vietnam después de presenciar la destrucción total de la sociedad camboyana como resultado de las políticas radicales, ultranacionalistas y xenófobas del socialismo agrario del régimen.  
Varios miembros destacados del PRPK, incluidos Heng Samrin y Hun Sen, eran cuadros de los Jemeres Rojos cerca de la frontera entre Camboya y Vietnam que participaron en la invasión vietnamita que derrocó a los Jemeres Rojos.
Fundado en junio de 1981, el PRPK comenzó como un partido firmemente marxista-leninista dentro de la República Popular de Kampuchea. Sin embargo, a mediados de la década de 1980 adquirió una perspectiva más reformista cuando algunos miembros señalaron problemas con la colectivización y concluyeron que la propiedad privada debería desempeñar un papel en la sociedad camboyana.  
La colectivización extrema de los Jemeres Rojos había causado un severo agotamiento y desconfianza entre los agricultores, quienes se negaron a trabajar colectivamente tan pronto como la amenaza de los Jemeres Rojos desapareció de las áreas liberadas.
Por lo tanto, las políticas del gobierno de la PRPK tuvieron que implementarse cuidadosamente para recuperar la confianza de la población rural y aliviar las condiciones de pobreza prevalecientes. Esto condujo finalmente a la reinstitucionalización efectiva de la economía familiar camboyana tradicional y a  algún cambio más radical de políticas con respecto a la privatización durante la época del Estado de Camboya (1989-1993).  A pesar de la ideología diluida, el KPRP/CPP mantuvo firmemente el control de Camboya hasta 1993.
Entre los cambios de política más significativos del Estado de Camboya estaba dejar de lado el marxismo-leninismo como ideología del partido en 1991. Este movimiento marcó efectivamente el final del estado revolucionario socialista en Camboya, una forma de gobierno que había comenzado en 1975 cuando los Jemeres Rojos se hicieron cargo.
Hun Sen, el actual Primer ministro de Camboya, fue una figura clave en el PRPK y es el actual líder de su partido sucesor, el PPC, un partido que ya no pretende tener credenciales socialistas sino conservadoras y liberales.

## Militar

Emblema del KPRAF (1979 a 1989)

Emblema del CPAF (1989 a 1993)

Las fuerzas armadas regulares de la República Popular de Kampuchea eran las Fuerzas Armadas Revolucionarias del Pueblo de Kampuchea (KPRAF). Estos eran necesarios para proyectar internacionalmente la imagen de la nueva administración pro-Hanói en Nom Pen como un estado soberano legítimo. Levantar tal fuerza indígena no fue demasiado difícil para los ocupantes vietnamitas en ese momento, porque los vietnamitas ya tenían experiencia entrenando y coordinando el ejército en el vecino Laos.
El KPRAF se formó inicialmente a partir de milicias, exmiembros de los Jemeres Rojos y reclutas. Las tropas de KPRAF fueron entrenadas y abastecidas por las fuerzas armadas vietnamitas. Pero debido a la falta de entrenamiento y armas adecuadas, los salarios magros y las deserciones masivas, la incipiente KPRAF no era una fuerza de combate eficaz y la mayor parte de la lucha contra las fuerzas de la CGDK quedó al final en manos del ejército de los ocupantes, el Ejército Popular de Vietnam.
Los Jemeres Rojos obligaron a los vietnamitas a emplear la guerra de guerrillas como una de sus tácticas. Con el paso de los años, los vietnamitas sufrieron bajas perjudiciales y la persistente guerra civil debilitó a Camboya y obstaculizó los esfuerzos de reconstrucción. Los Jemeres Rojos ganaron confianza en que podían seguir eliminando a los ejércitos vietnamitas, y los vietnamitas descubrieron lo fácil que es convertirse en presa en lugar de depredador.  De hecho, algunos libros han llamado a esto la "Guerra de Vietnam de Vietnam".
La KPRAF dependía de dos organizaciones por debajo del Consejo de Estado, a saber, el Ministerio de Defensa Nacional y el Estado Mayor. Veteranos de la revolución de la Zona Oriental, especialmente los de Kampong Cham, Svay Rieng, así como personas que habían sido educadas en Vietnam después de la Conferencia de Ginebra de 1954 ocupó importantes cargos en el Ministerio de Defensa Nacional. El control del establecimiento militar KPRAF y su adhesión a la ortodoxia política del Partido Revolucionario del Pueblo Kampucheano (KPRP) estaban asegurados por una red de partidos, superpuesta a la estructura de defensa nacional, que se extendía hacia abajo a las unidades en todos los niveles.
La KPRAF desarrolló también un sistema de justicia militar, con tribunales militares, así como una red de prisiones militares
En 1989 comenzó la transición que culminó con los Acuerdos de Paz de París de 1991.  Después de que el nombre de la República Popular de Kampuchea se cambiara oficialmente a Estado de Camboya (SOC), las KPRAF pasaron a llamarse Fuerzas Armadas del Pueblo de Camboya (CPAF). Después de las elecciones de 1993, el CPAF fue absorbido por un nuevo ejército nacional de tropas realistas, nacionalistas y del CPAF.

## Medicina
Tres pequeñas fábricas farmacéuticas en Nom Pen en 1983 produjeron alrededor de diez toneladas de productos farmacéuticos. La tetraciclina y la ampicilina se producían en cantidades limitadas en Nnom Pen, según informes de 1985. El gobierno de PRK enfatizó la medicina tradicional para cubrir el vacío en su conocimiento de las tecnologías médicas modernas. Cada centro de salud a nivel de provincia, distrito y subdistrito tenía adjunto un kru (maestro), especializado en remedios herbolarios tradicionales. A fines de la década de 1980 se estaba realizando un inventario de plantas medicinales en cada provincia.
En 1979, según el observador Andrea Panaritis, de los más de 500 médicos que ejercían en Camboya antes de 1975, sólo quedaban 45. En el mismo año, 728 estudiantes regresaron a la Facultad de Medicina. La facultad, prácticamente sin instructores camboyanos capacitados disponibles, dependía en gran medida de maestros, asesores y ayuda material de Vietnam. Las clases se impartían tanto en jemer como en francés; Se enseñaron técnicas y métodos quirúrgicos occidentales sofisticados junto con los métodos tradicionales de curación jemer. Después de cierta resistencia inicial, la facultad y los estudiantes de medicina parecían haber aceptado la importancia de la medicina preventiva y la salud pública. La mejora en la atención médica bajo la PRK fue ilustrada por un informe soviético sobre el hospital en Kampong Spoe. En 1979 contaba con una plantilla de tres enfermeras y ningún médico. Para 1985, el hospital tenía un personal profesional de treinta y tres miembros que incluía un médico de Vietnam y dos médicos y tres enfermeras de Hungría.
El Hospital de la Amistad soviético-jemer reabrió con sesenta camas a mediados de 1982. En 1983, seis hospitales civiles adecuados en Phnom Penh y diecinueve dispensarios repartidos por la capital proporcionaban un número cada vez mayor de servicios médicos. También se informó de hospitales provinciales bien organizados en las provincias de Batdambang, Takev, Kampong Thum y Kandal. Panaritis informa que la planificación familiar rudimentaria existía en la PRK a mediados de la década de 1980 y que la obstetricia enfatizaba la atención prenatal y nutricional. El gobierno no promovió activamente el control de la natalidad, pero en algunos informes se han señalado solicitudes de abortos y ligaduras de trompas. Había condones y píldoras anticonceptivas disponibles.
A finales de 1987, el gobierno de Nom Pen no había difundido información sobre la propagación del Síndrome de Inmunodeficiencia Adquirida (sida o VIH) en Camboya. Además, la lista de enfermedades comunes en Camboya, según lo informado por organismos internacionales, no menciona el sarcoma de Karposi y la neumonía neumoquística (PCP), las complicaciones más comunes derivadas de la infección por el virus del VIH. El riesgo para la población camboyana de contaminación por portadores del virus del VIH proviene de dos fuentes. El más probable de los dos consiste en personas infectadas que cruzan la frontera ilegalmente, incluidos insurgentes, de Tailandia, donde las autoridades identificaron cien casos de sida en 1987 (el triple que en 1986). Menos probable es el riesgo de infección de los viajeros legales. Camboya sigue siendo un país cerrado,
En la RPK, bajo la evolución gradual del gobierno hacia el socialismo marxista-leninista, la capacidad del wat para brindar ayuda caritativa se vio gravemente afectada porque estas instituciones existían en condiciones casi de penuria, luego de su represión activa bajo los Jemeres Rojos, y apenas fueron toleradas. por el régimen de la PRK. En cambio, la evidencia fragmentaria sugiere que el bienestar público estaba descentralizado y, debido a la escasez de recursos, recibió solo pequeñas cantidades en fondos del gobierno central. Según la literatura disponible, el cuidado de las personas necesitadas se encomendaba a los comités locales del partido y del gobierno y, en el nivel más bajo, a los krom samaki (grupos de solidaridad). Los líderes en estos niveles de base pudieron así evaluar la verdadera necesidad y extender la ayuda que varió desde asistencia en especie hasta colocación de trabajo informal. Tal descentralización evitó la burocratización de la asistencia social pero, al mismo tiempo, conllevaba su propio potencial de abuso porque la ayuda podía repartirse sobre la base de la fidelidad al régimen y al partido, o incluso para imponer la lealtad a los líderes locales. Sin embargo, la extensión al nivel local de dichos servicios sociales indicó que la PRK estaba extendiendo lentamente su presencia en el campo, reforzando así su reclamo de nacionalidad y su control sobre su territorio y sobre la sociedad camboyana en general.

## Educación
Durante el régimen de terror de los Jemeres Rojos, la educación sufrió un duro revés, y los grandes avances logrados en la alfabetización y la educación durante las dos décadas posteriores a la independencia fueron borrados sistemáticamente. Las escuelas fueron cerradas, y las personas instruidas y los maestros fueron sometidos, al menos, a sospechas y malos tratos y, en el peor de los casos, a la ejecución. A principios de la década de 1970 vivían en Camboya más de 20.000 profesores; solo unos 5.000 de los maestros permanecieron 10 años después. Fuentes soviéticas informan que el 90 por ciento de todos los maestros fueron asesinados bajo el régimen de los Jemeres Rojos. Solo sobrevivieron 50 de los 725 profesores universitarios, 207 de los 2.300 profesores de secundaria y 2.717 de los 21.311 profesores de primaria. La escasa tarifa educativa se centró en los preceptos de la revolución jemer; los jóvenes fueron rígidamente adoctrinados, pero se descuidó la alfabetización y toda una generación de niños camboyanos creció analfabeta. Después de que los Jemeres Rojos fueran expulsados del poder, el sistema educativo tuvo que ser recreado casi desde la nada. El analfabetismo había subido a más del 40%, y la mayoría de los jóvenes menores de 14 años carecían de educación básica.
La educación comenzó a recuperarse lentamente, luego del establecimiento del PRK. En 1986 se informaron las siguientes instituciones principales de educación superior en la PRK: la Facultad de Medicina y Farmacia (reabierta en 1980 con un curso de estudio de seis años); la Facultad de Agricultura Chamcar Daung (inaugurada en 1985); el Instituto Técnico de Amistad Kampuchea-URSS (que incluye planes de estudios técnicos y de ingeniería), el Instituto de Idiomas (se enseña vietnamita, alemán, ruso y español); el Instituto de Comercio, el Centro de Educación Pedagógica (formado en 1979); la Escuela Normal Superior; y la Escuela de Bellas Artes. Al escribir sobre el sistema educativo bajo la PRK, Vickery afirma: "Tanto el gobierno como la gente han demostrado entusiasmo por la educación... La lista de temas tratados difiere poco de la de los años anteriores a la guerra. Quizás se dedica más tiempo a la lengua y la literatura jemeres que antes de la guerra y, hasta el año escolar 1984-85, por lo menos, no hay instrucción en idiomas extranjeros". Señala que el plan de estudios de la escuela secundaria exige cuatro horas de instrucción en idiomas extranjeros por año. semana en ruso, alemán o vietnamita pero que no había maestros disponibles.
Martin describe el sistema educativo en PRK como basado muy de cerca en el modelo vietnamita, señalando que incluso los términos para educación primaria y secundaria se han cambiado a traducciones directas de los términos vietnamitas. Bajo el régimen PRK, según Martin, el ciclo primario tenía cuatro clases en lugar de seis, el primer nivel de educación secundaria tenía tres clases en lugar de cuatro, y el segundo nivel de educación secundaria tenía tres clases. Martin escribe que no todos los jóvenes podían ir a la escuela porque la escolarización tanto en las ciudades como en el campo requería cuotas de inscripción. Los funcionarios públicos pagan 25 rieles al mes para enviar a un niño a la escuela, y otros pagan hasta 150 rieles al mes. Una vez más, según Martín, "

## Economía
A fines de la década de 1980 estaba dominada la economía por la agricultura de subsistencia;  el sector industrial estaba todavía en pañales.  Después de que llegó al poder en 1979, el nuevo gobierno vietnamita instalado en Nom Pen fijó como objetivo principal la restauración de la autosuficiencia alimentaria de la nación, una situación que el país había disfrutado durante la época anterior a la guerra. En el Quinto Congreso del Partido Revolucionario de Kampuchea (KPRP), celebrado en Nom Pem del 13 al 16 de octubre de 1985, el Secretario General Heng Samrin reclamó algunos "importantes éxitos en la producción agrícola" en su informe.  Al mismo tiempo, reconoció que la economía "atrasada y desequilibrada" del país aún enfrenta enormes dificultades, incluida la escasez de combustible, repuestos, materias primas, mano de obra calificada y un cuadro de profesionales con experiencia técnica y habilidades de gestión económica.  En resumen, las bases materiales y técnicas del país no habían sido restauradas a los niveles anteriores a la guerra.  Antes de su clausura, el Congreso KPRP adoptó el Primer Programa Quinquenal de Restauración y Desarrollo Socioeconómico (1986-1990), en lo sucesivo denominado Primer Plan.
En 1987 había indicios de que las reformas que legalizaban la empresa privada estaban revitalizando la economía del país.  Se reabrieron pequeñas empresas industriales y se restauraron parcialmente los sistemas de transporte y telecomunicaciones.  A medida que se reanudaron las actividades del mercado privado, la población de Nom Pen creció de 50.000 habitantes en 1978, el último año del régimen de Pol Pot, a 700.000.  La revitalización económica también se produjo en Kampong Saom (anteriormente conocido como Sihanoukville), el único puerto marítimo de Camboya y su segunda ciudad más grande, que reanudó sus actividades industriales y de transporte anteriores a 1975.
La rehabilitación económica ha sido precaria y ha estado plagada de factores incontrolables, como condiciones meteorológicas adversas y graves problemas de seguridad.  En 1987, una severa sequía en el sudeste asiático redujo la producción de arroz de Camboya.  Según un alto funcionario del Ministerio de Agricultura, la producción estimada de arroz blanqueado cayó ese año a aproximadamente 1 millón de toneladas, unas 300.000 toneladas por debajo del nivel del año fiscal 1986. (Camboya necesita al menos 1,9 millones de toneladas de arroz anualmente para una población  de 6,5 millones).
Las perspectivas de revitalización económica de Camboya eran malas a fines de la década de 1980.  La infraestructura del país era débil e inestable.  Las fábricas y talleres, carentes de electricidad y suministros, operaban solo de manera intermitente y con baja capacidad.  La economía dependía en gran medida, y casi por completo después de 1980, de la ayuda exterior de los países comunistas, en particular la Unión Soviética y la República Socialista de Vietnam;  Las naciones occidentales, Japón y China terminaron la asistencia económica a Camboya en 1980 para protestar por la presencia de tropas vietnamitas en ese país. Según el secretario general Samrin, Camboya requeriría "docenas de años" para restaurar su economía y lograr "un paso gradual hacia el socialismo".  A nivel internacional, Camboya en el futuro puede tener la opción de unirse al Consejo de Asistencia Económica Mutua (COMECON).  Si las tropas vietnamitas se van, es posible que otras naciones asiáticas y occidentales también ofrezcan al país algún tipo de cooperación económica. En cualquier caso, sin embargo, Camboya es muy pobre, produce poco y no es probable que sea un socio económico atractivo.  Por esta razón, en la construcción de nuevos vínculos económicos con el Este y el Oeste, es probable que el país quede relegado a un papel pasivo, y la iniciativa probablemente pertenecerá a los estados más grandes, quienes decidirán en qué términos compartir su generosidad con Camboya.

## Agricultura
La agricultura era la base principal de la economía de la RPK, Los principales cultivos secundarios a fines de la década de 1980 fueron el maíz, la yuca, la batata, el maní, la soja, las semillas de sésamo, los frijoles secos y el caucho. Según Nom Pen, el país produjo 92.000 toneladas de maíz, así como 100.000 toneladas de yuca, alrededor de 34.000 toneladas de batatas y 37.000 toneladas de frijoles secos en 1986. En 1987, los funcionarios locales instaron a los residentes de las diferentes zonas agrícolas regiones del país a intensificar el cultivo de cultivos alimentarios subsidiarios, en particular de cultivos feculentos, para compensar el déficit de arroz causado por una grave sequía.
El principal cultivo comercial es el caucho. En la década de 1980, era un producto primario importante, solo superado por el arroz, y una de las pocas fuentes de divisas del país. Las plantaciones de caucho sufrieron grandes daños durante la guerra (se destruyeron hasta 20.000 hectáreas) y la recuperación fue muy lenta. En 1986, la producción de caucho ascendió a unas 24.500 toneladas (en una superficie de 36.000 hectáreas, principalmente en Kampong Cham), muy por debajo de la producción anterior a la guerra de 1969 de 50.000 toneladas (producida en una superficie de 50.000 hectáreas).
El gobierno comenzó a exportar caucho y productos de caucho en 1985. Un cliente importante fue la Unión Soviética, que importó un poco más de 10 000 toneladas anuales de caucho natural de Camboya en 1985 y 1986. A fines de la década de 1980, Vietnam ayudó a Camboya a restaurar las plantas de procesamiento de caucho. El Primer Plan hizo del caucho la segunda prioridad económica, con una producción prevista de 50.000 toneladas, de un área cultivada ampliada de 50.000 hectáreas, para 1990.
Otros cultivos comerciales incluían caña de azúcar, algodón y tabaco. Entre estos cultivos secundarios, el Primer Plan destacaba la producción de yute, que debía alcanzar la meta de 15.000 toneladas en 1990. En 1987, las estadísticas sobre la producción de arroz eran escasas y variaban según las fuentes. Las cifras del gobierno de Camboya fueron generalmente más bajas que las proporcionadas por la Organización de las Naciones Unidas para la Agricultura y la Alimentación (FAO) para el período de 1979 a 1985.
Los factores políticos y técnicos explican las discrepancias. La recopilación de datos en la nación devastada por la guerra es difícil debido a la falta de personal capacitado. Además, los representantes de organizaciones de socorro internacionales y extranjeras no pueden viajar más allá de Nom Pen, excepto con un permiso especial, debido a problemas de seguridad y logística. Además, las fuentes internacionales y camboyanas utilizan diferentes puntos de referencia para calcular la producción de arroz. la FAO calcula la cosecha por año calendario; Los funcionarios camboyanos y los observadores privados basan sus cálculos en la temporada de cosecha, que se extiende de noviembre a febrero y, por lo tanto, se extiende a lo largo de dos años calendario. Por último, existe una diferencia estadística sustancial entre la producción de arroz blanqueado y cáscara (arroz sin moler), lo que complica los problemas para compilar estimaciones precisas. En términos de peso, el arroz blanqueado representa en promedio solo el 62% del arroz original sin moler. Las estimaciones a veces se refieren a estos dos tipos de arroz indistintamente.
A pesar de las discrepancias estadísticas, existe consenso en que la producción anual de arroz sin moler durante el período de 1979 a 1987 no alcanzó el nivel de 1966 de 2,5 millones de toneladas. Sin embargo, desde 1979, la producción de arroz de Camboya ha aumentado gradualmente (excepto durante la desastrosa temporada de 1984 a 1985), y la nación a fines de la década de 1980 apenas había comenzado a lograr una precaria autosuficiencia, si las estimaciones se confirmaron.
La tierra cultivada de arroz de Camboya se puede dividir en tres áreas. La primera y más rica (que produce más de una tonelada de arroz por hectárea) cubre el área de la cuenca del Tonle Sap y las provincias de Batdambang, Kampong Thum, Kampong Cham, Kandal, Prey Veng y Svay Rieng. La segunda área, que produce un promedio de cuatro quintas partes de una tonelada de arroz por hectárea, consiste en las provincias de Kampot y Kaoh Kong a lo largo del Golfo de Tailandia, y algunas áreas menos fértiles de las provincias centrales. La tercera área, con rendimientos de arroz de menos de tres quintas partes de una tonelada por hectárea, comprende las tierras altas y las provincias montañosas de Preah Vihear, Stoeng Treng, Rotanokiri y Mondolkiri.
Camboya tiene dos cosechas de arroz cada año, una cosecha de la estación del monzón (ciclo largo) y una cosecha de la estación seca. La principal cosecha del monzón se siembra a fines de mayo hasta julio, cuando las primeras lluvias de la temporada del monzón comienzan a inundar y ablandar la tierra. Los brotes de arroz se trasplantan desde finales de junio hasta septiembre. La cosecha principal suele recogerse seis meses después, en diciembre. La cosecha de la estación seca es más pequeña y tarda menos tiempo en crecer (tres meses desde la siembra hasta la cosecha). Se planta en noviembre en áreas que han atrapado o retenido parte de las lluvias monzónicas y se cosecha en enero o febrero. La cosecha de la estación seca rara vez supera el 15% de la producción anual total.
Además de estos dos cultivos regulares, los campesinos plantan arroz flotante en abril y mayo en las áreas alrededor del Tonle Sap (Gran Lago), que se inunda y expande sus orillas en septiembre o principios de octubre. Antes de que ocurra la inundación, la semilla se esparce en el suelo sin ninguna preparación del suelo, y el arroz flotante se cosecha nueve meses después, cuando los tallos han crecido tres o cuatro metros en respuesta al pico de la inundación (el arroz flotante el arroz tiene la propiedad de ajustar su ritmo de crecimiento a la subida de las aguas de la crecida, de manera que sus espigas quedan por encima del agua). Tiene un bajo rendimiento, probablemente menos de la mitad que la mayoría de los otros tipos de arroz, pero se puede cultivar a bajo costo en tierras que no tienen otro uso.
El rendimiento de arroz por hectárea en Camboya se encuentra entre los más bajos de Asia. El rendimiento medio del cultivo húmedo es de unas 0,95 toneladas de arroz sin moler por hectárea. El rendimiento de la cosecha de la estación seca es tradicionalmente más alto: 1,8 toneladas de arroz sin moler por hectárea. Las nuevas variedades de arroz (IR36 e IR42) tienen rendimientos mucho más altos: entre cinco y seis toneladas de arroz sin moler por hectárea en buenas condiciones. Sin embargo, a diferencia de las cepas locales, estas variedades requieren una buena cantidad de fertilizante de urea y fosfato (25 000 toneladas por 5 000 toneladas de semilla), que el gobierno no podía permitirse importar a fines de la década de 1980.
La agricultura, que representó el 90% del PIB en 1985 y empleó aproximadamente al 80% de la fuerza laboral, es el pilar tradicional de la economía. El arroz, el alimento básico, siguió siendo el principal producto básico de este sector. La producción de arroz, un indicador económico vital en la sociedad agraria de Camboya, con frecuencia estuvo muy por debajo de los objetivos, lo que provocó una grave escasez de alimentos en 1979, 1981, 1984 y 1987. hectáreas, pero la superficie real de cultivo en 1987 ascendía a sólo 1,15 millones de hectáreas. Después de 1979 y hasta fines de la década de 1980, el sector agrícola tuvo un desempeño deficiente. Condiciones climáticas adversas, número insuficiente de implementos agrícolas y de animales de tiro, personal inexperto e incompetente, problemas de seguridad,
La colectivización del sector agrícola bajo el régimen de Heng Samrin incluyó la formación de grupos solidarios. Como pequeños agregados de personas que vivían en la misma localidad, se conocían entre sí y podían hasta cierto punto beneficiarse colectivamente de su trabajo, eran una mejora con respecto a los campos de trabajos forzados y deshumanizados y la vida comunal de la era de Pol Pot. La organización de individuos y familias en grupos solidarios también tenía sentido en el entorno de la Camboya de la posguerra, pobre en recursos. Las personas que trabajaron juntas de esta manera pudieron compensar en parte la escasez de mano de obra, animales de tiro e implementos agrícolas.
En 1986 más del 97% de la población rural pertenecía a los más de 100.000 grupos solidarios del país. A diferencia de las grandes comunas de los Jemeres Rojos, los grupos de solidaridad eran relativamente pequeños. Consistían inicialmente en entre veinte y cincuenta familias y luego se redujeron a entre siete y quince familias. Los grupos eran una forma de "asociación obrera de campesinos", cuyos miembros seguían siendo propietarios de la tierra y de los frutos de su trabajo. Según un analista soviético, los grupos de solidaridad "unificaron orgánicamente" tres formas de propiedad: la tierra, que seguía siendo propiedad estatal; los aperos de labranza de propiedad colectiva y la cosecha; y la propiedad del campesino individual, cada una propiedad privada de una familia campesina.
En teoría, cada grupo solidario recibía entre diez y quince hectáreas de tierra comunal, dependiendo de la región y la disponibilidad de tierra. Esta tierra debía ser cultivada colectivamente, y la cosecha debía dividirse entre las familias miembros de acuerdo con la cantidad de trabajo que cada familia había aportado según lo determinado por un sistema de puntos de trabajo. Al repartir la cosecha, se tenía en cuenta primero a los que no podían contribuir con su trabajo, como los ancianos y los enfermos, así como a las enfermeras, maestros y administradores. Parte de la cosecha se reservaba como semilla para la temporada siguiente y el resto se distribuía entre los trabajadores. Aquellos que realizaron tareas pesadas y que, en consecuencia, ganaron más puntos de trabajo recibieron una mayor parte de la cosecha que aquellos que trabajaron en tareas livianas. Las mujeres sin marido, sin embargo, recibieron lo suficiente para vivir, incluso si trabajaron poco y ganaron pocos puntos de trabajo. También se otorgaron puntos de trabajo, más allá de la mano de obra personal, a individuos o familias que cuidaban ganado en propiedad del grupo o que prestaban sus propios animales o herramientas para uso del grupo solidario.
Cada familia miembro de un grupo solidario tenía derecho a una parcela privada de entre 1.500 y 2.000 metros cuadrados (dependiendo de la disponibilidad de tierra) además de la tierra que poseía en común con otros miembros. Las partes individuales de la cosecha del grupo y de los productos de las parcelas privadas eran propiedad exclusiva de los productores, que eran libres de consumirlas, almacenarlas, trocarlas o venderlas.
Los grupos solidarios evolucionaron en tres categorías, cada una distinta en su nivel de colectivización y en sus disposiciones para la tenencia de la tierra. La primera categoría representaba el nivel más alto de trabajo colectivo. Las familias integrantes de cada grupo solidario en esta categoría asumieron todas las tareas desde el arado hasta la cosecha. Los aperos de labranza y los animales de tiro de propiedad privada continuaron siendo bienes muebles individuales, y los propietarios recibieron una remuneración por ponerlos a disposición del grupo solidario durante las épocas de siembra y cosecha. Cada grupo también tenía implementos agrícolas de propiedad colectiva, adquiridos a través de subsidios estatales.
La segunda categoría se describió como "una forma de transición de forma individual a forma colectiva" en la Conferencia Nacional de KPRP en noviembre de 1984. Esta categoría de grupo era diferente de la primera porque distribuía tierras a las familias miembros al comienzo de la temporada de acuerdo con la familia. Talla. En esta segunda categoría, los miembros del grupo trabajaban colectivamente solo en tareas pesadas, como arar arrozales y trasplantar semillas de arroz. Por lo demás, cada familia era responsable del cultivo de su propia parcela y continuaba siendo propietaria de sus aperos de labranza y animales, que podían ser objeto de comercio por acuerdo privado entre los miembros. Algunos grupos poseían una reserva común de semillas de arroz, aportadas por las familias miembros, y de implementos agrícolas, aportados por el estado. El tamaño de la piscina indicaba el nivel del grupo' colectivización. Cuanto mayor sea la piscina, mayor será el trabajo colectivo. En los grupos que no tenían un fondo común de arroz y herramientas, el trabajo productivo estaba dirigido principalmente a satisfacer las necesidades de la familia, y la relación entre los productores agrícolas y el mercado o las organizaciones estatales era muy débil.
La tercera categoría se clasificó como la economía familiar. Al igual que en la segunda categoría, el grupo asignó tierras a las familias al comienzo de la temporada y los implementos agrícolas continuaron siendo propiedad privada. En esta tercera categoría, sin embargo, la familia cultivaba su propio lote asignado, poseía toda la cosecha y vendía su excedente directamente a las organizaciones estatales de compra. En los grupos solidarios de esta categoría no hubo esfuerzo colectivo, salvo en lo administrativo y sociocultural.
El gobierno atribuyó al sistema de grupos solidarios la rehabilitación del sector agrícola y el aumento de la producción de alimentos. La contribución del sistema al socialismo, sin embargo, fue menos visible y significativa. Según Chhea Song, viceministra de agricultura, apenas el 10 por ciento de los grupos solidarios trabajaba realmente de forma colectiva a mediados de la década de 1980 (siete años después de que los grupos solidarios entraran en funcionamiento). El 70% de los grupos solidarios realizaban solo algunas tareas en común, como preparar los campos y sembrar semillas. Finalmente, el 20 por ciento de los trabajadores agrícolas cultivaban sus tierras de forma individual y participaban en el rubro de la economía familiar.

## Pesca
La fuente de proteína preferida de Camboya es el pescado de agua dulce, capturado principalmente en los ríos Tonle Sap,  Mekong y Basak. Los camboyanos lo comen fresco, salado, ahumado o en salsa y pasta de pescado. Un programa de pesca, desarrollado con ayuda occidental, tuvo mucho éxito porque cuadruplicó con creces la producción de peces de agua dulce continentales en tres años, de 15.000 toneladas en 1979 a 68.700 toneladas en 1982, un año pico. Después de estabilizarse, la producción declinó algo, descendiendo a 62.000 toneladas en 1986. El total de 1986 fue menos de la mitad de la cifra anterior a la guerra de unas 125.000 toneladas al año. La pesca de agua salada estaba menos desarrollada y la producción era insignificante: menos del 10 por ciento de la captura total. Según el Primer Plan, se proyectó que las pesquerías aumentaran su producción anual a 130.000 toneladas métricas para 1990.

## Industria
A principios de 1986, las principales plantas industriales de Phnom Penh incluían la fábrica textil Tuol Kok, la más grande de las seis fábricas textiles de la ciudad (sin embargo, la fábrica estaba inactiva tres días a la semana debido a la escasez de energía). También había cuatro centrales eléctricas, una planta de refrescos, una fábrica de tabaco, una fábrica de hormigón armado y algunas otras empresas que producían bienes de consumo.
En el municipio de Kampong Saom y en la provincia vecina de Kampot, se instalaron molinos de arroz, aserraderos, pequeñas fábricas de ladrillos y tejas, centrales eléctricas, una refinería de petróleo, una planta de ensamblaje de tractores, fábricas de cemento y fosfato y una planta de refrigeración para almacenar pescado que informó que está en funcionamiento. En el importante centro industrial de Ta Khmau, provincia de Kampot, había una fábrica de neumáticos (que poseía su propio generador, pero carecía de caucho y repuestos), varios talleres mecánicos y almacenes. La provincia de Batdambang tenía talleres para reparar implementos agrícolas, una desmotadora de algodón y una fábrica textil, una fábrica de sacos de yute, una planta de reparación de automóviles y tractores y una planta de fertilizantes de fosfato. En la provincia de Kampong Cham, el antiguo centro de cultivo de tabaco y de confección de prendas de algodón, había una fábrica textil de hilado de algodón, algunas operaciones de tejido de seda.

### Artesanía
Las pequeñas empresas familiares y las empresas privadas especializadas en tejidos, sastrería (sampot de seda y sarongs, el vestido nacional camboyano) y pequeños productos manufacturados crecieron más rápidamente que las industrias públicas y contribuyeron significativamente a la recuperación económica. Según estimaciones oficiales, el valor de producción de las industrias locales y artesanales en conjunto ascendió al 50 por ciento del valor de producción en las industrias estatales en 1984. Solo en Phnom Penh, había 1.840 tiendas de artesanía cuyo valor de producción aumentó de 14 millones de rieles en 1981 a 50 millones de rieles en 1984.

### Industria de procesamiento
La industria representó solo el 5% del PIB de Camboya en 1985, frente al 19% en 1969. La actividad industrial continuó concentrándose en el procesamiento de productos agrícolas, principalmente arroz, pescado, madera y caucho. Las plantas de fabricación eran pequeñas y empleaban un promedio de menos de 200 trabajadores. Estas plantas tenían como objetivo producir suficientes bienes de consumo (refrescos, cigarrillos y alimentos) y productos para el hogar (jabón, papel y utensilios) para satisfacer la demanda local.
El alcance de la rehabilitación industrial de Camboya podría medirse comparando las empresas de antes y de la posguerra. En 1969, el último año antes de que el país se viera envuelto en la guerra que asolaba Indochina, un censo reveló 18 grandes industrias en todo el país (13 públicas y 5 mixtas del sector público y privado) y 33.000 pequeñas y medianas empresas de propiedad privada. Alrededor de la mitad de las fábricas que operaban en 1969 eran molinos de arroz o se dedicaban al procesamiento del arroz. En 1985, la agencia de noticias del gobierno (Sarpodamean Kampuchea) anunció que se habían renovado y vuelto a poner en funcionamiento cincuenta y seis fábricas. En la propia capital, alrededor de la mitad de las plantas de antes de la guerra de Phnom Penh habían reabierto en 1985. La mayoría de las industrias producían muy por debajo de su capacidad debido a los frecuentes cortes de energía, la escasez de repuestos y de materias primas, y la falta tanto de trabajadores calificados como de gerentes experimentados. La reactivación industrial siguió siendo difícil y extremadamente lenta porque se basó principalmente en el uso de recursos locales limitados.